# 格里格峰
71°26′S 167°9′E / 71.433°S 167.150°E
格里格峰是南極洲的山脈，位於維多利亞地的彭內爾海岸，屬於阿德默勒爾蒂山脈的一部分，處於利特爾頓山脈北端以西13公里，海拔高度2,130米，以美國研究隊的生物學家命名。